# Emilio Carlos García Fernández
Emilio Carlos García Fernández (Ribadavia, 21 d'abril de 1953) és un historiador i crític de cinema gallec.

## Trajectòria
Va començar la seva relació amb el cinema en el sector d'exhibició, ja que els seus pares tenien un cinema a Ribadavia. Doctor en Ciències de la Informació per la Universitat Complutense de Madrid i professor de Comunicació i Publicitat Audiovisuals a la mateixa universitat, en la que és catedràtic des del 1999. Durant un temps va ser realitzador en l'informatiu territorial de Televisió Espanyola. Ha realitzat una sèrie de projectes creatius com Ribadavia unha historia de pedra (1980) e Laxeiro en Madrid (1980).. Ha col·laborat en la premsa diària i en revistes especialitzades en temes audiovisuals. Va dirigir l'edició espanyola de la Historia Universal del Cine.
A les Medalles del Cercle d'Escriptors Cinematogràfics de 2010 va rebre la Medalla a la labor periodística i literària.

## Obres
- Historia del cine en Galicia (1896-1984), 1985.
- Historia ilustrada del cine español, 1985.
- El cine español: una propuesta didáctica, 1992.
- El cine español contemporáneo, 1992.
- Dicionario filmográfico de Galicia, 1993.
- Ávila y el cine. Historia, documentos y filmografía, 1995.

### Obres col·lectives
- Medios de Comunicación en España. Periodismo, Imagen y Publicidad, 1990.
- Historia do cine en Galicia, 1996.
- Enciclopedia del Cine español (en CD-ROM), 1996.
- Dicionario del cine español, 1997.
- Historia general del cine, 1997.
- Historia general de la imagen, 2000.
- Guía Histórica del cine 1895-2001, 2002.